# 1773 au Québec
Cet article traite des événements survenus en 1773 au Québec. 

## Événements

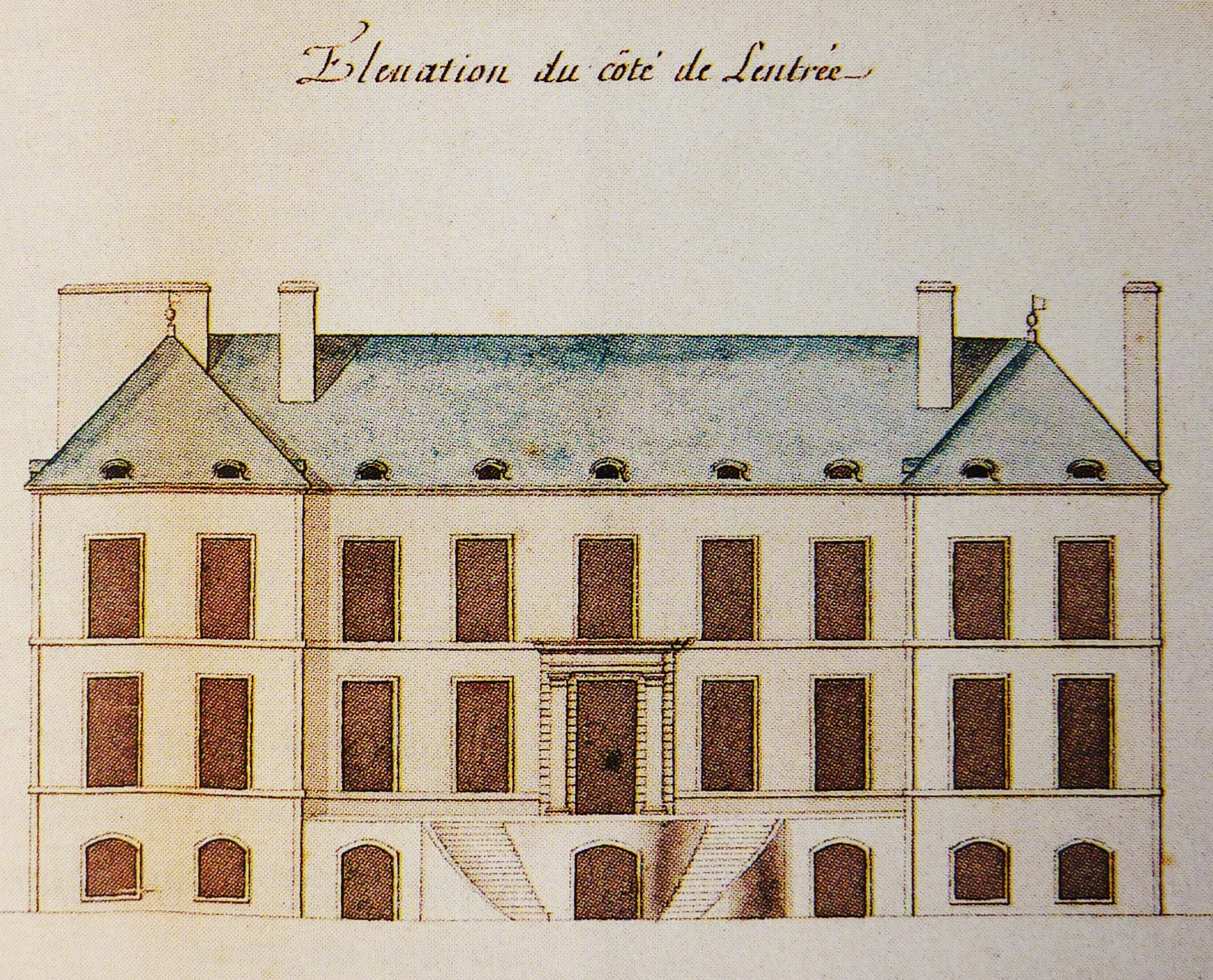
Château de Vaudreuil devenant le Collège Saint-Raphaël.

- Le pape Clément XIV ordonne la Suppression de la Compagnie de Jésus. Lorsque la nouvelle arriva au Diocèse de Québec, monseigneur Jean-Olivier Briand s'arrangea avec le lieutenant-gouverneur Hector Theophilus de Cramahé pour que le bref pontifical ne soit pas annoncé au Canada. Les jésuites purent continuer à œuvrer au Canada[1].
- Le Château de Vaudreuil est acheté par le père Jean-Baptiste Curatteau pour devenir le Collège Saint-Raphael.
- Décembre : Des seigneurs canadiens soumettent une pétition et un mémoire au roi dans lesquels ils demandent :  Que soient restaurés les lois, les privilèges, et les coutumes françaises. Que la province retrouve ses anciennes frontières. Que la loi de la Grande-Bretagne soit appliquée sans distinction à tous les sujets
- 16 décembre : incident du Boston Tea Party à Boston, précurseur de la Révolution américaine.

## Naissances
- 6 janvier : Joseph Le Vasseur Borgia, avocat et politicien.
- 14 janvier : William Pitt Amherst, gouverneur général de l'Inde britannique.

## Décès
- x